# Holý větný člen
Holý větný člen je větný člen, jenž je obvykle jednoslovný a není rozvíjen jiným větným členem.
Za holý větný člen v češtině se pokládá též:
- spona se jménem přísudku (Počasí bude příznivé. Bratr je nemocen.)
- předložka se jménem (na lukách, z měst)
- složené tvary slovesné (byl bych přišel)
- zvratná slovesa (se zúčastní)
- vazby způsobových sloves s infinitivem (chce pracovat, musí jít, musí chtít začít pracovat)